# Rhyacophila putata
Rhyacophila putata är en nattsländeart som beskrevs av Douglas E. Kimmins 1953. Rhyacophila putata ingår i släktet Rhyacophila och familjen rovnattsländor. Utöver nominatformen finns också underarten R. p. temba.